# جوليكا جنكينز

جوليكا جنكينز (بالإنجليزية: Julika Jenkins)‏ هي ممثلة ألمانية ولدت في 20 أكتوبر 1971،أشتهرت بدور كلوديا تيديمان في مسلسل دارك.

## وصلات خارجية
- جوليكا جنكينز على موقع IMDb (الإنجليزية)
- جوليكا جنكينز على موقع أول موفي (الإنجليزية)
- جوليكا جنكينز على موقع قاعدة بيانات الفيلم (الإنجليزية)
- جوليكا جنكينز على موقع كينوبويسك (الروسية)

لم يتم العثور على روابط لمواقع التواصل الاجتماعي.